# Milan Babić

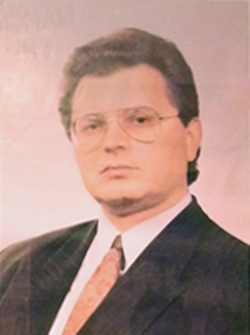
Milan Babić, um 1990

Milan Babić (serbisch Милан Бабић; * 26. Februar 1956 in Kukar bei Sinj; † 5. März 2006 in Scheveningen) war ein jugoslawischer Politiker der Serbischen Demokratischen Partei (SDS) in Kroatien und von 1991 bis 1992 Präsident der international nicht anerkannten Republik Serbische Krajina und verurteilter Kriegsverbrecher.

## Leben

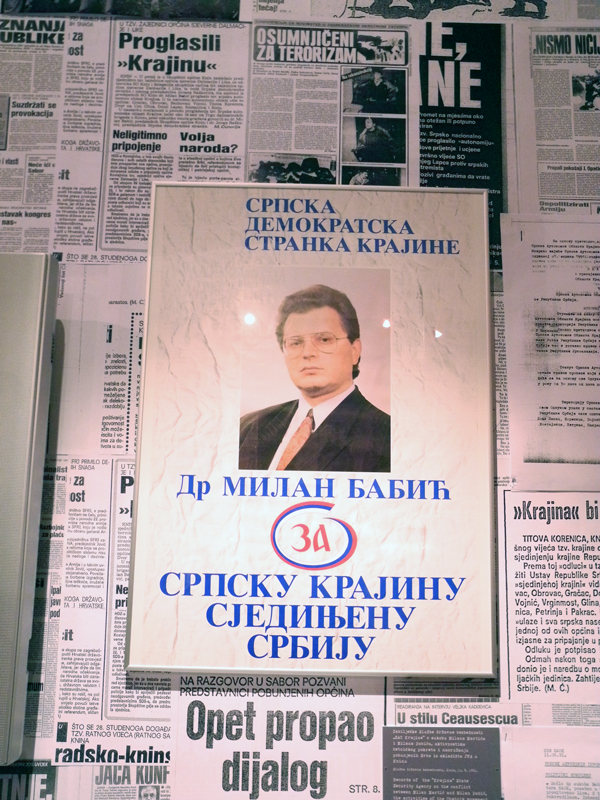
Wahlplakat für Milan Babić (Museum für kroatische Geschichte, Zagreb)

Ursprünglich war Babić ein Mitglied der Kommunistischen Partei Kroatiens und von Beruf Zahnarzt. Nach der Gründung der SDS im Jahr 1990 wurde Babić zu einer der Schlüsselfiguren der Partei und war nach dem Tod Jovan Raškovićs von 1992 bis 1995 Parteivorsitzender. Während des Kroatien-Kriegs hielt Babić mehrere wichtige Posten; so war er Bürgermeister der Stadt Knin sowie zunächst Präsident, später Außenminister, dann Ministerpräsident der international nicht anerkannten Republik Serbische Krajina, bevor die kroatische Militäroperation Oluja deren Existenz beendete.

### Kriegsverbrechen
Im November 2003 legte der Internationale Strafgerichtshof für das ehemalige Jugoslawien (ICTY) in Den Haag seine Anklageschrift gegen Babić vor. Ihm wurde die Mitwirkung an der Verfolgung, Vertreibung und Ermordung von Kroaten und anderen nichtserbischen Bevölkerungsteilen aus dem Osten und Süden Kroatiens Anfang der 1990er Jahre zur Last gelegt. Die Anklage lautete auf Verbrechen gegen die Menschlichkeit sowie Verstöße gegen die Gesetze oder Gebräuche des Krieges. Babić stellte sich am 26. November freiwillig. 

#### Reuiger Kronzeuge

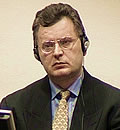
Milan Babić

In der Folge kam es zu einer Verständigung zwischen Verteidigung und Anklage, nach der Babić sich im ersten Punkt, Verbrechen gegen die Menschlichkeit, für schuldig im Sinne der Anklage bekannte und der Anklagebehörde seine uneingeschränkte Zusammenarbeit zusicherte. Dies schloss die Bereitschaft zur Zeugenaussage in anderen Prozessen vor dem ICTY ein – als „Insider“ war er ein denkbarer Zeuge in den Prozessen gegen Slobodan Milošević, Momčilo Krajišnik, Vojislav Šešelj, Jovica Stanišić, Franko Simatović, Milan Martić und Goran Hadžić. Im Gegenzug ließ die Anklagebehörde alle weiteren Anklagepunkte fallen und sagte zu, für ein Strafmaß von höchstens 11 Jahren Haft zu plädieren sowie Maßnahmen für den Schutz Babićs und seiner Familie zu ergreifen. Vor der Urteilsverkündung des ICTY äußerte Babić tiefes Bedauern für seine Taten; er bat mit den folgenden Worten um Vergebung:

„Ich stehe vor diesem Gericht und fühle tiefes Bedauern und Scham. Ich war an der schlimmsten Art von Verbrechen gegen Menschen beteiligt, und dies nur, weil sie Kroaten und nicht Serben sind. Ich bitte die kroatischen Brüder um Vergebung.“

Auf Grundlage der Vereinbarung wurde Babić am 29. Juni 2004 in erster Instanz zu 13 Jahren Haft verurteilt, was die Berufungskammer am 18. Juli 2005 bestätigte. Babić, der seine Strafe in einem anderen Gefängnis verbüßte, wurde am 7. Februar 2006 erneut in die United Nations Detention Unit des ICTY verbracht, um im Prozess gegen Milan Martić als Zeuge auszusagen. Am 5. März 2006 beging er in seiner Zelle Suizid und wurde am 21. März 2006 in Belgrad beigesetzt.